# Кампания на северо-восточном побережье (1675)
Кампания на северо-восточном побережье (англ. Northeast Coast campaign) — вооружённый конфликт между племенами абенаков и английскими колонистами, происходивший на территории современных американских штатов Мэн и Нью-Гэмпшир в 1675 году. Конфликт был северным театром Войны Короля Филипа и первым вооружённым столкновением между абенаками и англичанами. В ходе конфликта значительное число колонистов покинули свои дома и фермы и укрылись в немногочисленных гарнизонах на севере Новой Англии. Стремительные рейды абенаков ослабили волну английской экспансии в регионе — к концу конфликта колонисты смогли сохранить только поселения, находящиеся южнее реки Сако, остальные были разрушены индейцами.

## Предыстория
Страна абенаков была богата ресурсами и привлекала власти английских колоний и Новой Франции. В 1630-е годы и Плимутская колония, и Колония Массачусетского залива, и различные французские торговые группировки претендовали на земли для поселений. Договора с местными племенами стали важным аргументом при основании торговых постов. Массачусетс добился доминирующей роли в середине XVII века, выдавив французов и плимутцев, и создав несколько поселений вдоль побережья, жители которых обычно действовали автономно и не полагались на руководство колонии. Между местными колонистами и индейцами нередко происходили конфликты, создающие напряжённость в регионе, но вооружённых столкновений не было.
Когда английские жители Мэна узнали о событиях в Суонси, то собрали отряд ополченцев, который отправился в деревню андроскоггинов, чтобы потребовать сдать огнестрельное оружие. Андроскоггины являлись одним из племён абенаков и входили в Вабанакскую конфедерацию. Поднявшись вверх по реке Кеннебек англичане достигли индейской деревни. Вождь андроскоггинов Магг Хегон пытался договориться с колонистами, отдав им небольшое количество ружей и ножей, однако англичане забрали с собой несколько заложников и потребовали принести всё огнестрельное оружие. Через некоторое время заложники смогли бежать и вернулись к соплеменникам, и колонисты побережья забеспокоились, что все вабанаки объединяться и нападут на их поселения.

## Ход конфликта
5 сентября 1675 года трое абенаков отправились в Педжепскот и вошли в дом торговца Томаса Перчеса. Индейцы забрали боеприпасы и забили несколько овец, но англичане не пострадали. Через четыре дня трое пенобскотов подошли к дому колониста на северном берегу залива Каско, но были обстреляны группой англичан. Один индеец был убит, ещё один ранен. Спустя несколько дней группа воинов из разных племён абенаков атаковала английские поселения на берегу залива Каско и далее к югу.
12 сентября индейцы напали на дом Уэйкли на территории современного Портленда. Они убили троих и забрали в плен одиннадцатилетнюю Элизабет, которая смогла вернуться к соотечественникам только следующей весной. Это нападение породило панику среди колонистов, которые укрылись в гарнизоне майора Уильяма Филипса на западном берегу реки Сако. 18 сентября абенаки сожгли все покинутые дома в округе и попытались взять гарнизон. Они загрузили повозку соломой и порохом, подожгли её, и попытались доставить её к укреплению Филипса. Начавшийся дождь погасил пламя, а толкавшие её воины попали под обстрел колонистов.
В тот же день на реке Ойстер на востоке современного штата Нью-Гэмпшир индейцы сожгли дома и убили двоих колонистов, а через два дня атаковали поселения на реке Сако. Несколько дней абенаки убивали и пленили англичан. Прибывшие на помощь ополченцы потерпели поражение в последующей стычке, потеряв убитыми более 12 человек.
1 октября адроскоггины атаковали города на юге Мэна. Возглавляемый вождём Хоуп Гудом отряд напал на дом Ричарда Тозера в Салмон-Фолс. Англичане успели заметить воинов и закрыли дверь на засов. Пока андроскоггины пытались проникнуть в дом, его обитатели, кроме двух маленьких детей, смогли бежать в гарнизон. Большинство домов оказалось покинутыми и индейцы разграбили их. Две недели спустя около 100 воинов вновь напали на поселение, убив несколько колонистов. Индейцы продолжали молниеносно атаковать поселения колонистов, вынуждая их покидать свои дома и укрываться в немногочисленных гарнизонах. В конце ноября абенаки прекратили свои нападения, убив около 80 человек, уничтожив множество домов колонистов и ослабив экспансию англичан.